# クーベルチュール (漫画)
『クーベルチュール』 (Couverture) は、末次由紀による日本の漫画作品。
『BE・LOVE』（講談社）にて2009年2号より不定期に掲載されている。なお、同誌では「ちはやふる」が定期連載されている。単行本は既刊2巻（2014年11月13日時点）。1話完結で、チョコレート専門店「クーベルチュール」を訪れる客のオムニバスストーリー。さっぱりとした読み味。

## 掲載情報
- クーベルチュール -冬味-（2009年2号）
- クーベルチュール -春味-（2009年7号）
- クーベルチュール -夏味-（2009年13号）
- クーベルチュール -秋味-（2009年21号）
- クーベルチュール -イチゴ味-（2014年5号）

## 登場人物
一郎（いちろう）・二郎（じろう）
チョコレート専門店「クーベルチュール」の若きイケメン兄弟。一郎は主にチョコ作り担当、二郎は接客サービス担当。一郎は無愛想だが、二郎は笑顔を振りまくお世辞番長。
苗字は不明。第1巻の巻末描き下ろしで森田に苗字を尋ねられ、「鈴木」「山田」などと誤魔化した後に「佐藤」と答えている。
柚木 芙優（ゆずき ふゆ）
「冬味」主人公。食べ歩きが趣味の28歳。大学のサークル仲間だった達（すすむ）のことが好きだが、女の子として見られていないことを知る。
里見 小春（さとみ こはる）
「春味」主人公。15歳。生徒会で同じく書記だった麻生のことが好き。麻生が生徒会副会長だったサチのことを好きだと気づいてしまう。
森田 奈津美（もりた なつみ）
「夏味」主人公。65歳。元駄菓子屋店経営者。「クーベルチュール」で掃除・包装・調理助手などを担当するパート店員。働きながらも「クーベルチュール」を異世界のように感じている。夫に先立たれ、娘も嫁ぎ、笑顔を忘れ卑屈な性格になってしまっている。

## 書誌情報
- 末次由紀 『クーベルチュール』 《講談社・BE・LOVE KC》既刊2巻（2014年11月13日現在）
  1. 2009年12月11日発売、ISBN 978-4-06-319277-3
  2. 2014年11月13日発売、ISBN 978-4-06-380449-2